# Pachycondyla pachyderma
Pachycondyla pachyderma är en myrart som beskrevs av Carlo Emery 1901. Pachycondyla pachyderma ingår i släktet Pachycondyla och familjen myror.

## Underarter
Arten delas in i följande underarter:
- P. p. attenata
- P. p. funerea
- P. p. pachyderma
- P. p. postsquamosa

## Bildgalleri

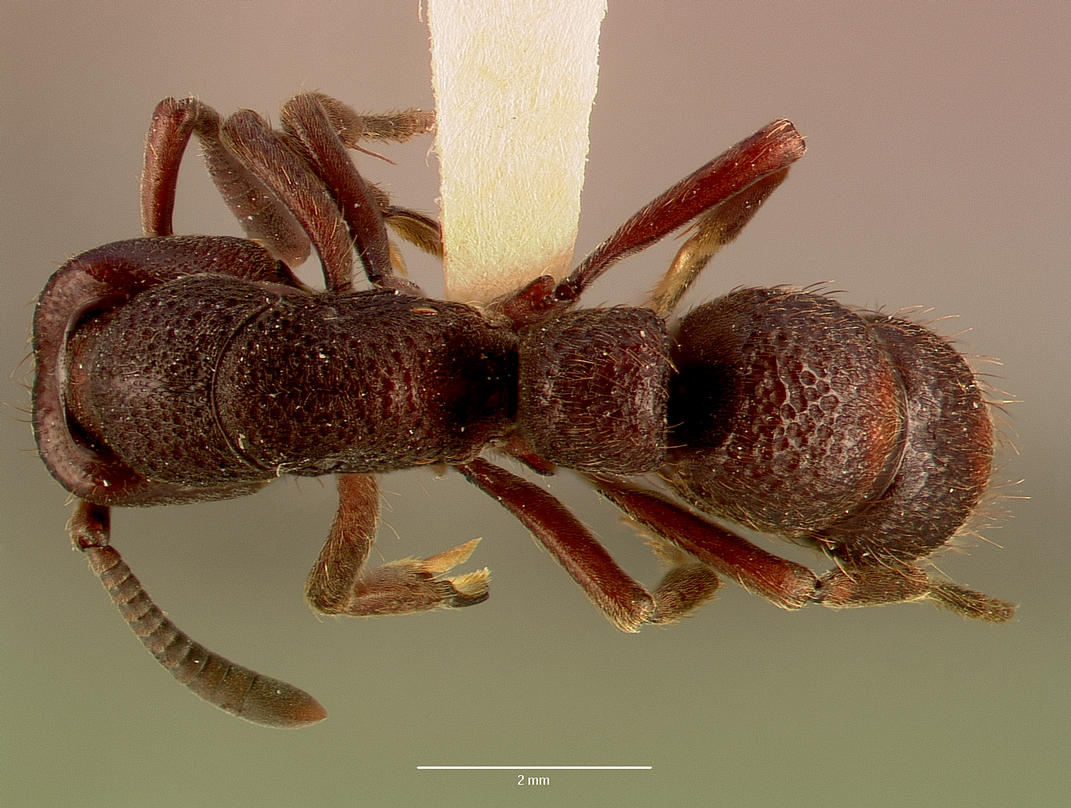
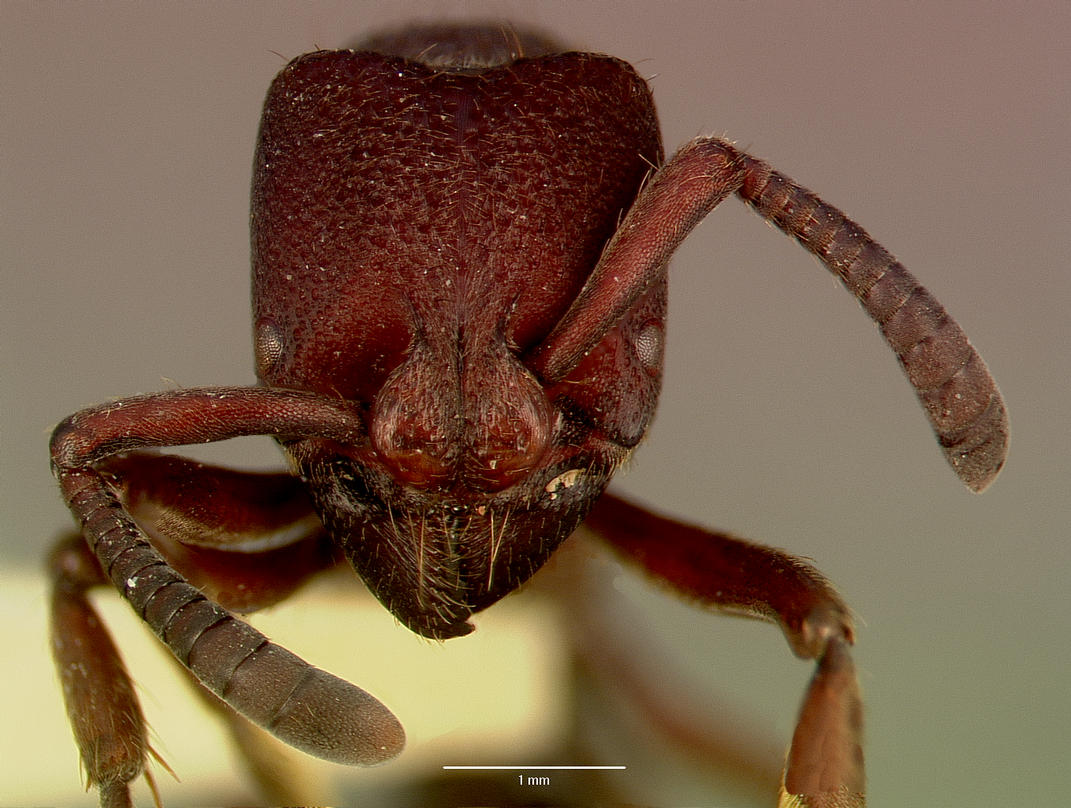
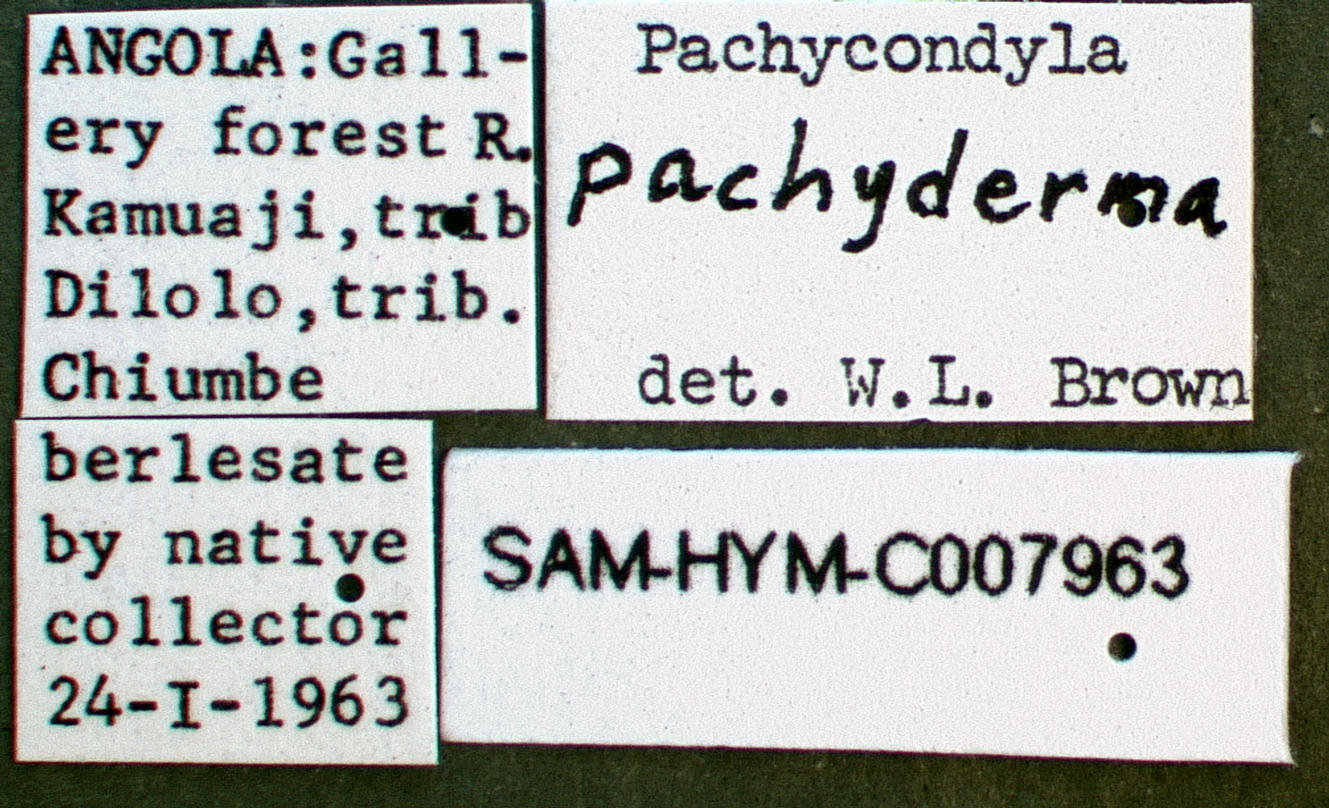
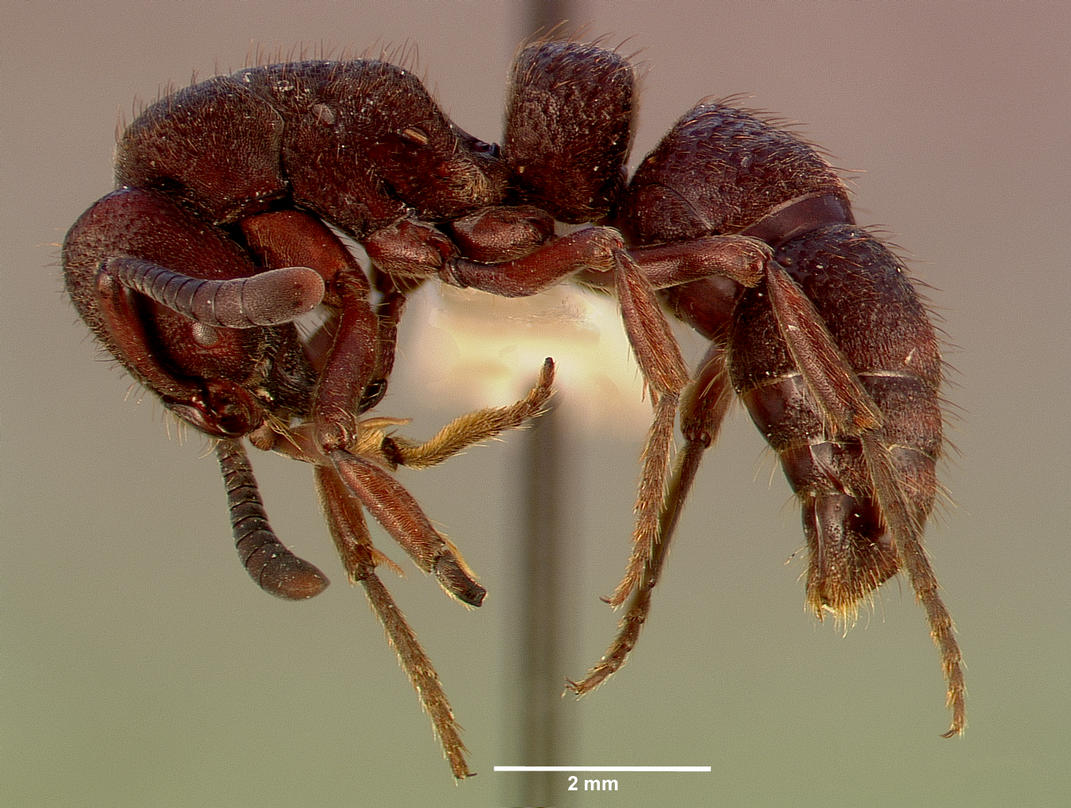